# Gran Premi Raymond Impanis
El Gran Premi Raymond Impanis és una antiga cursa ciclista belga que es disputava a Flandes, entre Kampenhout i Sint-Niklaas. Creada el 1982 es disputà fins al 1994. La cursa servia d'homenatge al ciclista Raymond Impanis, nascut a Kampenhout. El 2011 la cursa va renéixer com el Gran Premi Impanis-Van Petegem.

## Palmarès
| Any  | Vencedor          | Segon              | Tercer             |
| ---- | ----------------- | ------------------ | ------------------ |
| 1982 | Willem Peeters    | Guido Van Sweevelt | Aad van den Hoek   |
| 1983 | Ludo Peeters      | Henri Manders      | Patrick Versluys   |
| 1984 | Ad Wijnands       | Teun Van Vliet     | Etienne de Wilde   |
| 1985 | Jelle Nijdam      | Jos Lieckens       | Dirk Demol         |
| 1986 | Alan Peiper       | Willem Wijnant     | Yves Godimus       |
| 1987 | Paul Haghedooren  | Ludo Giesberts     | Geert Wandewalle   |
| 1988 | Stephen Hodge     | Johan Museeuw      | Stefan Rakers      |
| 1989 | Eric Vanderaerden | Etienne de Wilde   | Carlo Bomans       |
| 1990 | Wiebren Veenstra  | Uwe Raab           | Steve Bauer        |
| 1991 | Wiebren Veenstra  | Johan Capiot       | Michel Cornelisse  |
| 1992 | Louis de Koning   | Herman Frison      | Danny van Looy     |
| 1993 | Phil Anderson     | Viatxeslav Iekímov | Rob Harmeling      |
| 1994 | Carlo Bomans      | Johan Museeuw      | Adrie van der Poel |